# Ultrafiltracija
Ultrafiltracija (UF) je vrsta membranske filtracije, pri kateri sile hidrostatičnega pritiska potiskajo tekočino skozi polprepustno membrano. Suspendirane trdne snovi in topljenci z visoko molekulsko maso so zadržani, voda in nizkomolekularni topljenci pa potujejo skozi membrano.
Natančneje, ultrafiltracija je metoda ločevanja snovi z uporabo membran z velikostjo por v razponu od 0,1-0,001 mikrona. Z ultrafiltracijo odstranijo snovi z visoko molekulsko maso, koloidne materiale ter organske in anorganske polimerne molekule, od molekul z nizko molekulsko maso organskega izvora in ionov kot so natrij, kalcij, magnezijev klorid in sulfat . Ker se odstranijo le molekule z visoko molekulsko maso, je razlika v osmotskem pritisku po površini ultrafiltracijske membrane zanemarljiva, zato že aplikacija nizkih tlakov zadošča za doseganje visoke stopnje pretoka skozi membrano. Pretok skozi membrano je opredeljen kot količina prepuščene tekočine, ki je proizvedena na enoto površine membrane na časovno enoto. Na splošno je tok izražen v enoti »litri na kvadratni meter na dan« (GFD) ali »kubični metri na kvadratni meter na dan«.
Ultrafiltracija je, tako kot reverzna osmoza, proces ločevanja na osnovi navzkrižnega toka. Pri tej metodi vhodne tekočine tečejo vzdolž membranske površine, s čimer proizvajajo dva manjša toka. Tok tekočine, ki prihaja skozi membrano imenujemo permeat. Vrsta in količina snovi, ki ostane v permeatu, je odvisna od lastnosti membrane, pogojev delovanja in kakovosti vhodne tekočine. Drugi tok je tisti, ki ne preide membrane in se imenuje koncentrat. Postopno postaja bolj koncentriran s tistimi snovmi, ki ne prehajajo membrane. V takšni ločitvi na osnovi navzkrižnega toka, membrana sama po sebi ne deluje kot zbiralec ionov, molekul, ali koloidov, ampak  predstavlja zgolj oviro za prej naštete vrste.
Ultrafiltracijsko ločevanje se uporablja v industriji in v raziskavah za čiščenje in koncentracijo makromolekulskih (103-106 Da) raztopin, zlasti beljakovin. Ultrafiltracijske membrane lahko dosegajo izjemno velike pretoke, vendar se v praksi pretok po navadi giblje med 50 in 200 GFD pri delovnem tlaku približno 50 psig, kar je še vedno zelo veliko v primerjavi z reverzno osmozo, kjer je membranski pretok med 10-30 GFD ob 200-400 psig. Ultrafiltracija se bistveno ne razlikuje od mikrofiltracije in nanofiltracije, razen glede velikosti molekul, ki jih zadrži. Ločevanje z ultrafiltracijo je podvrženo koncentracijski polarizaciji.

## Koncentracijska polarizacija
Kadar se za ločevanje snovi uporablja membrana, je koncentracija vseh snovi, ki membrane ne prehajajo višja ob površini membrane, kot v glavnini toka raztopine. Oblikuje se torej mejna plast s precej visoko koncentracijo snovi, ki se odstrani z membrano.  Ta pojav je znan kot koncentracijska polarizacija in se pojavlja v vseh oblikah ultrafiltracije in ločevanja z reverzno osmozo. 
Debelina sloja in njegova koncentracija sta odvisna od več pogojev, ki vladajo v membranskem sistemu. Membranski tok in hitrost pretoka vhodne tekočine sta pomembni spremenljivki pri nadzorovanju debeline in koncentracije mejne plasti. Mejna plast ovira pretok vode skozi membrano, poleg tega pa visoka koncentracija delcev v mejni plasti  niža kakovost permeata. Zato se v praksi uporabljajo relativno hitri pretoki tekočin, kar zmanjša efekt koncentracijske polarizacije.

## Obnovitev ultrafiltracijskega sistema
Obnovitev je definirana kot odstotek vhodne tekočine, ki se spremeni v permeat:
```
R=P/F*100
```

- R = Obnovitev
- P = Volumen permeata
- F = Volumen vhodne tekočine

## Ultrafiltracijske membrane
Ultrafiltracijske membranske naprave obstajajo v obliki plošče in okvirja, spiralne in cevaste konfiguracije. Vse konfiguracije se uspešno uporabljajo v različne procesne namene, saj je vsaka konfiguracija posebej primerna za specifično uporabo. Včasih lahko uspešno uporabimo tudi več kot eno konfiguracijo. Za doseganje visoke čistosti vode se po navadi uporabljajo spiralne in kapilarne konfiguracije. Izbira konfiguracije je odvisna od vrste in koncentracije koloidnega materiala ali emulzije. Pri bolj koncentriranih raztopinah se uporabljajo bolj odprte konfiguracije, kot na primer konfiguracija v obliki plošče in okvirja ter cevasta konfiguracija. V vseh konfiguracijah je potrebno optimalno prilagoditi sistem, pri čemer je potrebno upoštevati hitrost toka, padec tlaka, porabo energije, mašenje membrane  in stroške naprave.

## Materiali, primerni za izdelavo membran
Za komercialne ultrafiltracijske membrane se uporablja kar nekaj različnih materialov, najpogostejša sta polisulfon in celulozni acetat. V zadnjem času so na tržišču tudi tankoplastne kompozitne ultrafiltracijske membrane. Membrane, ki se uporabljajo za pridobivanje vode visoke stopnje čistosti, morajo biti izdelane iz materialov, ki so združljivi s kemikalijami, kot je vodikov peroksid, saj se le-ta uporablja pri rednem čiščenju membran.

## Tipi membran
- Naprava s spiralno membrano: sestavljena je iz velikih zaporednih plasti membrane in podpore, navite okrog cevi, kar zelo poveča površino filtracije. Pozitivna stran je, da so cenejše, vendar so tudi bolj občutljive na onesnaženje.
- Naprava s cevasto (tubularno) membrano: vhodna raztopina teče skozi jedro membrane, prepuščena tekočina pa se zbere v cevaste prostore. Običajno se uporablja za viskozne tekočine ali tekočine s slabo kakovostjo. Sistem ni zelo kompakten in je precej drag.
- Naprava z membrano iz votlih vlaken: take naprave vsebujejo več manjših cevčic ali vlaken (0,6 do 2 mm v premeru). Vhodna raztopina teče skozi odprta jedra vlaken, prepuščena tekočina pa se zbere v vložku okoli vlaken. Filtracija lahko poteka na način "od znotraj - ven" ali "od zunaj - noter "

Postopek
Pri uporabi ultrafiltracijskih sistemov ne potrebujemo čistilnih sredstev in multimedijskih filtrov za odpadne tokove, da dosežemo merila kritičnega odtoka ali za nadaljnjo obdelavo s sistemi, ki odpadne vode prečistijo za ponovno uporabo. Učinkoviti ultrafiltracijski sistemi uporabljajo različne tipe membran (npr. potopljene, spiralne in druge).

## Oblike ultrafiltracijskih naprav
- Konfiguracija pod pritiskom ali v tlačni posodi

Transmembranski tlak vhodne raztopine ustvari črpalka, medtem ko ima prepuščena tekočina atmosferski tlak.
Posode z visokim tlakom so običajno standardizirane, kar omogoča oblikovanje membranskih sistemov za delovanje, ki je neodvisno od značilnosti posameznih elementov membrane.
- Potopljen sistem

Membrane so vstavljene v bazene, ki vsebujejo vhodno raztopino in so odprti.
Pritisk na strani dotoka je omejen na pritisk, ki ga ima  dovodna cev.
Transmembranski tlak ustvari črpalka, kar nadalje ustvari efekt sesanja na strani prepuščene tekočine.
Ultrafiltracija lahko teče neprekinjeno ali v serijah.

## Mejna vrednost (angl. »cut-off«) molekulske mase
Velikosti por v ultrafiltracijskih membranah se nahajajo med 0,001 in 0,1 mikrona. Vendar pa je bolj običajno, da kategoriziramo membrane glede na mejno vrednost molekulske mase. Na primer,membrana, ki odstrani raztopljene trdne snovi z molekulsko maso 10.000 in več,  ima mejno vrednost 10.000. Različne membrane, celo tiste z isto mejno vrednostjo, bodo imele različno porazdelitev velikosti por. Z drugimi besedami, različne membrane lahko različno dobro odstranijo snovi različnih molekulskih mas. Kljub temu velja mejna vrednost membrane kot koristno vodilo pri izbiri membrane.

## Dejavniki, ki vplivajo na učinkovitost ultrafiltracije
Na delovanje ultrafiltracijskih membran vplivajo sledeči dejavniki:
- Pretok preko membranske površine

Stopnja prehajanja skozi membrano se zvišuje s hitrostjo toka tekočine preko membranske površine. Ustrezna hitrost toka je še posebno pomembna za emulzije ali suspenzije. Poleg tega hitrejši pretok pomeni tudi večjo porabo energije in potrebo po večjih črpalkah. Na drugi strani pa povečanje hitrosti toka zmanjšuje tudi koncentracijsko polarizacijo na površini membrane ter samo mašenje membrane. Po navadi dobimo optimalno hitrost pretoka s kompromisom med močjo črpalke in povečanjem stopnje prehajanja skozi membrano.
- Delovni tlak

Stopnja prehajanja skozi membrano je neposredno sorazmerna z uporabljenim pritiskom na površini membrane. Vendar pa ob povečanem mašenju in nabiranju, delovni tlak le redko presega 100 psig in je na splošno okoli 50 psig. V nekaterih kapilarnih tipih ultrafiltracijskih membran so delujoči pritiski celo nižji zaradi fizičnih omejitev moči, ki jih ima membrana.
- Delovna temperatura

Stopnja prehajanja skozi membrano narašča z naraščajočo temperaturo. Vendar temperatura običajno ni regulirana spremenljivka. Pomembno je, da se zavedamo vpliva temperature na membranski pretok, saj lahko le tako razlikujemo med padcem permeata  zaradi padca temperature in padcem permeata  zaradi učinka drugih parametrov.
- Delovanje in vzdrževanje

Potrebno je voditi dnevne evidence o pretoku vhodne tekočine in permeata , delovnem tlaku in temperaturi, ter padcu tlaka v sistemu. Membrane je treba očistiti, ko pade stopnja prehajanja vhodne tekočine za 10% ali več. Pretok vhodne tekočine je ključnega pomena za delovanje ultrafiltracijskih sistemov. Padec stopnje pretoka vhodne tekočine je lahko posledica težav v predfiltru,v delovanju ventila za nadzor pretoka, ali v delovanju  črpalke same. Kadar je sistem ustavljen za več kot dva dni, je potrebno sistem napolniti z baktericidom. 